# Distretto di Gjilan
Il distretto di Gjilan, in albanese, o distretto di Gnjilane, in serbo, è un distretto del Kosovo istituito dall'ONU nel 1999 e sottoposto da allora sotto l'amministrazione dell'UNMIK.

## Comune
Il distretto si divide in sei comuni:
- Gjilan/Gnjilane
- Kosovska Kamenica/Kamenicë
- Kllokot/Klokot
- Partesh/Parteš
- Ranillug/Ranilug
- Vitina/Viti